# Милованович, Якоб
Якоб Милованович (словен. Jakob Milovanovič, родился 18 марта 1984 в Крани, СФРЮ) — словенский хоккеист, защитник французского «Гренобля», выступающего в лиге Магнуса.

## Достижения
- Победитель Кубка Франции: 2012/2013
- Победитель юниорского чемпионата мира во Втором дивизионе: 2000/2001
- Серебряный призёр молодёжного чемпионата мира в Первом дивизионе: 2002/2003
- Победитель чемпионата мира в первом дивизионе: 2010, 2016